# Катедрала Светог Бонавентуре
Катедрала Светог Бонавентуре је једна од четири римокатоличке катедрале у Босни и Херцеговини. Сједиште је Бањалучке бискупије на чијем је челу бискуп Жељко Мајић.
Саграђена је у част Светог Банавентуре, средњовјековног фрањевачког теолога.

## Историја
Мјесец дана након што је дошао у Бању Луку, фра Маријан Марковић 16. јула 1884. полаже камен темељац прве катедрале на земљишту коју је дала Земаљска влада из Сарајева. Градња је коштала тадашњих 26 000 форинти, а завршена је 1887. уз помоћ многобројних дароватеља, а посебно траписта из самостана Марија Звијезда. Упоредо с њом, грађен је и бискупски двор. Катедрала је тешко оштећена у земљотресу 1969. и морала је да буде потпуно срушена.
На мјесту старе катедрале 1973. је изграђена данашња катедрала. Градња звоника је довршена 1990. Коначно је довршена и темељно обновљена 2001. године због оштећења претрпљених током рата, те отворена на прослави 120. годишњице од оснивања бискупије.
Нова катедрала је грађена 1972-1973. у савременом стилу у облику шатора, што подсјећа на старозавјетни шатор као мјесто молитве и жртве богу, као и на страдања овдашњих вјерника који су након потреса још дуго становали под шаторима.